# Roncão del Rei
Roncão del Rei, também referido como Palacete de caça e Capela de Nossa Senhora da Conceição, é uma herdade situada em São Marcos do Campo, na freguesia de Campo e Campinho, no  município de Reguengos de Monsaraz, no Distrito de Évora, em Portugal.
Localiza-se na margem da grande albufeira do Alqueva, a qual resultou o alagamento de uma grande parte da sua área. É património da Fundação da Casa de Bragança, e ainda há pouco tempo esteve inserida num Potencial de Interesse Nacional (PIN), chamado Projeto Parque Alqueva de José Roquette.

## Origem do nome
Desconhece-se a sua origem, no entanto tem-se a certeza que é terra de animais que roncam: javalis, caititus, gatos-bravos, saca-rabos, raposas e é terra onde está bem presente o genuino provérbio Quem porcos acha menos - em cada moita lhe roncam, que está patente no auto da barca do Inferno de Gil Vicente.

## História
Monsaraz esteve rodeado de realengos, que durante os vários anos a coroa Real foi vendendo, tendo reduzido o seu património a esta coutada de caça, onde a Família Real caçava regulamente, como em 19 de Maio de 1751, El-Rei D. José I e a Família Real na vinda de Elvas aproveitou para ir caçar no Roncão de Monsaraz.
Em 18 de Abril de 1803 em Monsaraz, foi lavrado um Ofício do sargento-mor Francisco Pedro Sobrinho de Sousa, da administração da Real Coutada de Roncão, para D. João de Almeida de Melo e Castro, secretário de Estado dos Negócios da Guerra, sobre o
administrador daquela instituição João Rodrigues Fialho.
Com a Revolução Liberal procurou-se acabar com o sistema de coutadas, tendo mesmo sido promulgado um decreto que extinguia o cargo de Monteiro-mor, em 18 de Agosto de 1821. Porém, o fervor revolucionário foi interrompido logo em 1823 e no ano seguinte tudo tinha voltado à situação inicial. Só em 1834, após a vitória do Liberalismo, é que foi extinta definitivamente a Montaria-mor do Reino, depois de mais de 300 anos de história.
O monarca que mais frequentou o Roncão foi o Rei D. Carlos I, ao qual lhe atribuiram o cognome O Caçador. Com a sua alta escola de tiro tinha uma pontaria de um verdadeiro acertador, com ligeireza enfiava balas de pistola no buraco de uma fechadura. Armas de caça como de guerra, não tinham segredos para com ele. O Rei D. Carlos gostava tanto de caçar no Roncão, que em 1889, o próprio numa das suas cartas ao Conde de Arnoso faz uma declaração de paixão Nada pode haver de mais belo.
A 5 de Outubro de 1910 o Rei D. Manuel II de Portugal abdica e vai para o exilio. A 20 de Setembro de 1915 é lavrado o seu testamento, onde é expressa a sua vontade de deixar o património da Casa de Bragança, onde está inserida a Herdade do Roncão ao serviço À minha Pátria bem amada, sob forma de museu da Casa de Bragança. Só em 1933 com o Estado Novo, um ano após a morte de D. Manuel II é que é criada a Fundação da Casa de Bragança que administrou a Herdade de Roncão d'El Rei até à ocupação da Reforma Agrária em 1975, tendo Otelo Saraiva de Carvalho pernoitado na Casa Agrícola.
Em 1977 com a lei Barreto põe fim à ocupação e Roncão é devolvido à Fundação. O estado da habitação encontra-se bastante degradada, abandonada, as construções anexas encontram-se já sem telhados e  sofrem permanentes saques e golpes de vandalismo.
Em 1997 A herdade do Roncão passa por uma enorme expropriação efetuada pela Empresa de Desenvolvimento e Infra-estrutruras do Alqueva, SA (EDIA), tendo sido posteriormente essa área alagada e surgido o maior lago artificial da Europa. A partir deste momento a paisagem muda radicalmente, como a própria flora e o clima. As azinheiras, árvore típica de montado, que têm a capacidade de aguentar altas temperaturas e viver em anos sucessivos de secura, agora morrem com a humidade do grande lago e das quebras de temperatura à noite. Em contrapartida a herdade encontra-se com uma localização central no grande lago Alqueva e com uma excelente disposição para fins turísticos e desenvolvimento não só local ou regional como nacional.
Em 2007 José Roquette apresenta publicamente o Parque Alqueva, em Reguengos de Monsaraz, Empreendimento Turístico considerado PIN, onde está englobado várias herdades sendo uma delas a herdade do Roncão com os seus atuais 739 hectares. Iniciaram-se vastas obras não só de infra-estruturas na herdade como também na realização de um excelente campo de golfe. Dá-se a partida a Futura Paragem para o Roncão receber a Ryder Cup 2018.
Em 20 de abril de 2010, o então primeiro-ministro de Portugal, José Sócrates, oficializa na herdade do Roncão a cerimónia do arranque das obras do empreendimento, que que passará a chamar-se Projeto Roncão d'El Rei, que ficará a cargo da Sociedade Alentejana de Investimento e Participações (SAIP), liderada por José Roquette. O projeto prevê um investimento de quase mil milhões de euros em várias herdades numa área superior a 2000 hectares.
Em 8 de Agosto de 2012 o Projeto Turístico Roncão d'El Rei de Roquette entra em falência.

## Arquitectura
Não se sabe a idade da construção, sabe-se que é muito anterior à nacionalidade Portuguesa, no pé da chaminé da fachada principal do edificio principal da habitação há a inscrição 1141.
O edificio ao longo do tempo sofreu alterações e acrescentos. Tem uma ocupação espacial em planta de carácter militar de forma retangular, apresenta uma disposição de circulação pedonal e rodoviário em cruz como os acampamentos do exercito romano.
No topo do retângulo desenrola-se o alçado principal, onde se localiza também a entrada da capela com uma fachada clássica, com frontão e onde está o brasão de armas da Família Real. Mais concretamente a de D. João VI, Rei de Portugal, Brasil e Império Português, pois atrás do escudo está a esfera armilar e a coroa em cima. No seguimento deste corpo desenvolve-se os aposentos reais, do outro lado em frente ao alçado interior deste corpo desenvolve-se habitações individuais com sala, lareira e quartos, terminando os dois corpos na via perpendicular que cruza com a via que separa os dois corpos já descritos. A segunda via dá acesso na sua plenitude à terceira construção que serve de remate oposto ao topo retangular inicialmente descrito, tendo esta um portão que circulação interna que dá a continuidade da via que vem da entrada principal. O terceiro corpo tem somente a função logistica de: palheiro, cavalariça, arrecadação de montaria, guardar charretes, coches ou carros. Paralelo a este último corpo existe um quarto com o tamanho igual separado por uma via.